# Agabus mucronatus
Agabus mucronatus är en skalbaggsart som först beskrevs av Falkenström 1936.  Agabus mucronatus ingår i släktet Agabus och familjen dykare. Inga underarter finns listade i Catalogue of Life.